# Rabaul Queen
Die Rabaul Queen war eine 1983 gebaute Passagierfähre. Sie fuhr unter der Flagge Papua-Neuguineas, war Eigentum der Reederei Orspac Salvage in Papua-Neuguinea und wurde unter der Marke Star Ships betrieben.
Das Schiff fuhr zunächst unter japanischer Flagge in Japan und wurde im Jahre 1998 nach Papua-Neuguinea verkauft. Dort versah es seit 2001 wöchentlichen Liniendienst zwischen Lae auf Neuguinea und Kimbe auf der Insel Neubritannien.

## Untergang
Koordinaten: 6° 31′ 5″ S, 147° 59′ 7″ O
| Untergangsstelle der Rabaul Queen |

Am Donnerstag, dem 2. Februar 2012, kenterte und sank die Rabaul Queen um etwa 6.00 Uhr Ortszeit im Sturm in der Salomonensee etwa 9 Seemeilen nordnordöstlich von Finschhafen, an der Ostküste der Insel Neuguinea, auf der Fahrt von Kimbe nach Lae, mit mehreren hundert Passagieren und zwölf Besatzungsmitgliedern an Bord. Die genaue Zahl der Passagiere war am 2. Februar 2012 noch nicht bekannt. Gemäß einer Verlautbarung der PNG Maritime Safety Authority war das Schiff für bis zu 310 Passagiere zugelassen. Die Reederei gab an, es seien 350 Passagiere und 12 Besatzungsmitglieder an Bord gewesen, aber überlebende Passagiere sprachen von mehr als 500 Menschen an Bord. Nach Aussage von Passagieren soll eine der beiden Schiffsmaschinen schon vor dem Unglück ausgefallen sein, sodass die Rabaul Queen mit erheblich verminderter Manövrierfähigkeit im Sturm in die gefährliche Meerenge einfuhr. Die Wassertiefe an der Unglücksstelle beträgt rund einen Kilometer.
An der folgenden Rettungsaktion beteiligten sich nach und nach 15 Schiffe sowie drei Helikopter, eine Lockheed P-3 Orion der australischen Luftwaffe, zwei Dornier-Flugzeuge und ein Careflight Learjet. Von den Schiffen aus konnten bis Montag, den 6. Februar, nach ersten Meldungen 247 Personen geborgen werden. Das PNG Maritime Rescue Coordination Centre erstellte Driftmodelle für die Suche nach Überlebenden des Unglücks.

## Vermutete Zahl der Todesopfer
Am 10. Februar 2012 berichtete Radio New Zealand, dass die Zahl der Geretteten nunmehr auf insgesamt 237 berichtigt worden sei und dass, gemäß der Anfragen von Verwandten, 321 Personen noch immer vermisst werden. Das würde bedeuten, dass sich 558 Menschen an Bord befanden, obwohl nur 310 zugelassen waren.